# Église Saint-Martin de Vomécourt-sur-Madon
Pour les articles homonymes, voir église Saint-Martin.
L'église Saint-Martin de Vomécourt-sur-Madon est un édifice religieux vosgien de style roman qui date du XIIe siècle.

## Histoire
On sait peu de chose de l'histoire de l'édifice avant le XVe siècle.
Elle fait l'objet d'un classement au titre des monuments historiques depuis le 3 juin 1908

## Architecture

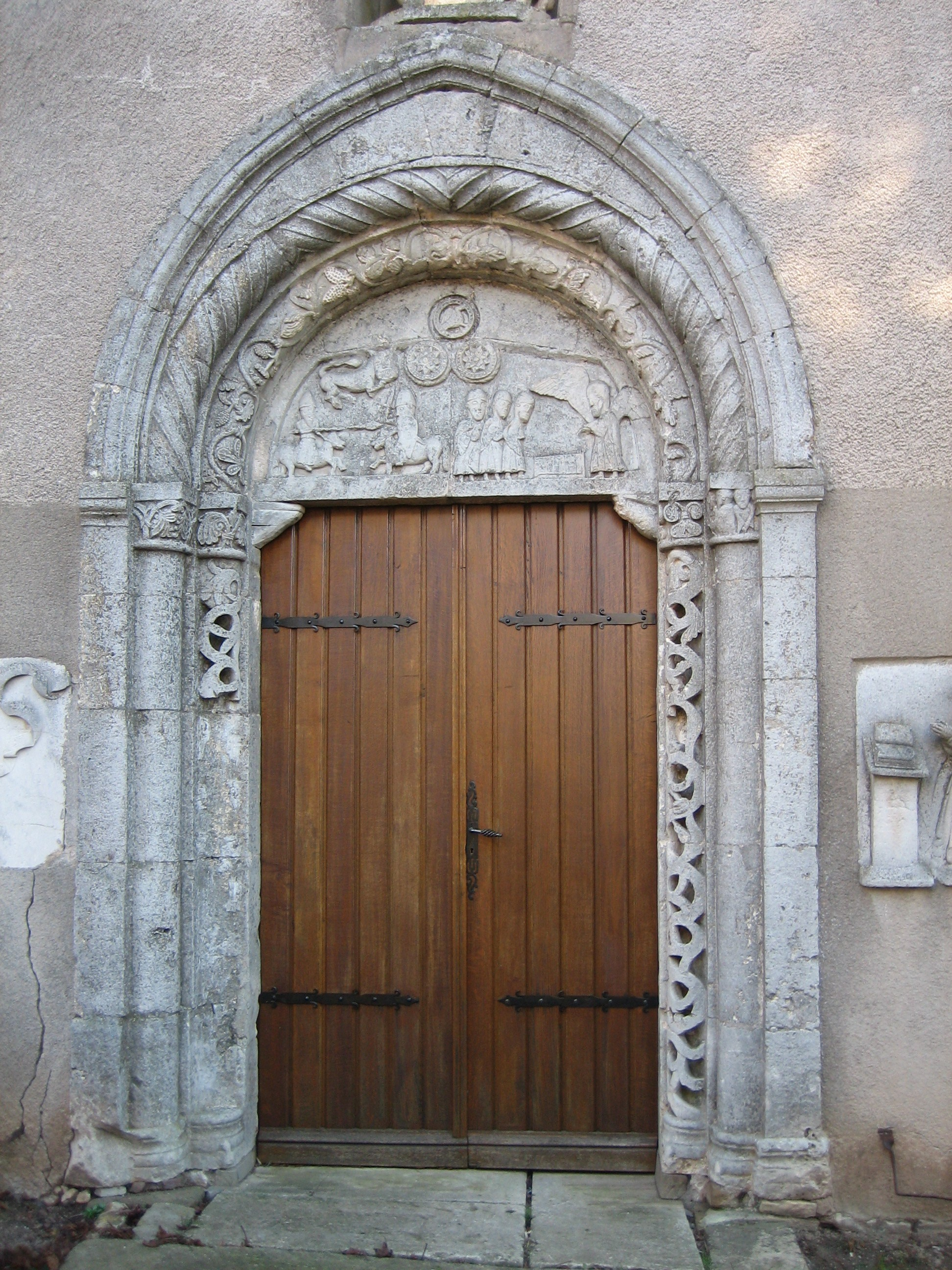
Le portail.

C'est une église romane de plan basilical de trois vaisseaux et cinq travées à l'origine, le tout plafonné. Le massif occidental présentait une abside centrale, voûtée en cul-de-four, et deux absidioles orientées voûtées de même. L'architecture originelle a été largement modifiée aux XVIIIe siècle : les fenêtres ont été agrandies, les grandes arcades modifiées et le tout recouvert d'une toiture unique. La chapelle nord a été rasée.
La porte de l'église est ornée d'un portail roman d'une facture assez naïve représentant les saintes femmes au tombeau (Mat. 28, 1-8 ; Mar. 16, 1-8 ; Luc 24, 1-11 ; Jean 20, 1)